# Lars Månsson Bock
Lars Månsson Bock, död 1664 i Harstads församling, Östergötlands län, var en svensk bonde och riksdagsman.

## Biografi
Lars Månsson Bock var son till skattebonden Måns Bock i Vallsberg, Harstads församling. Han blev skattebonde på Vallsberg och var nämndeman i Göstrings härad. Bock var riksdagsman vid riksdagen 1649 för Göstrings härad och riksdagen 1652 för Lysings och Göstrings härader. Han avled 1664 i Harstads församling och begravdes 11 augusti samma år.

### Familj
Bock var gift med Elin Persdotter. De fick tillsammans barnen bonden Per Larsson Bock (död 1687), bonden Isak Larsson Bock (död 1697), Malin Larsdotter som var gift med bonden Per Larsson och Sven Hansson, Brita Larsdotter som var gift md Hans Persson, ett barn (död 1647) och en dotter.